# Beate Hartinger-Klein
Beate Hartinger-Klein (Graz, 1959. szeptember 9. –) osztrák politikus, Ausztria egészségügyi minisztere.

## Életpályája
1999 és 2002 között az Osztrák szövetségi parlament (Nationalrat) képviselője volt.